# Tournoi de Wimbledon 1895
 (novembre 2023).
Si vous disposez d'ouvrages ou d'articles de référence ou si vous connaissez des sites web de qualité traitant du thème abordé ici, merci de compléter l'article en donnant les références utiles à sa vérifiabilité et en les liant à la section « Notes et références ».

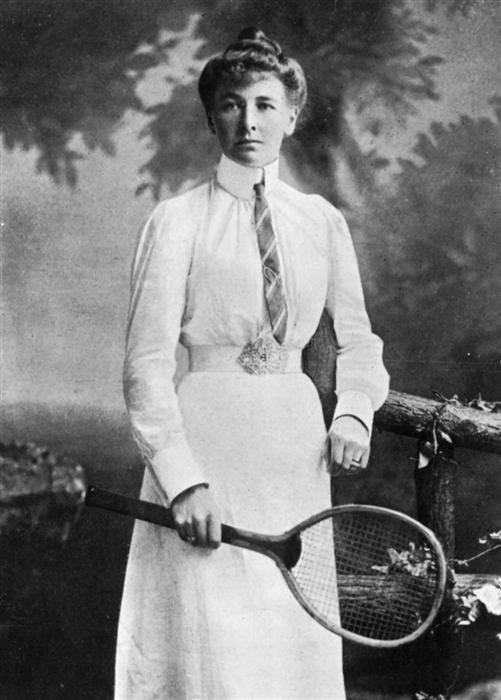
Charlotte Cooper, vainqueure du tournoi en 1895.

Résultats du Tournoi de Wimbledon 1895.

## Simple messieurs
Finale : Wilfred Baddeley  Royaume-Uni bat Wilberforce Eaves (Royaume-Uni) 4-6, 2-6, 8-6, 6-2, 6-3

## Simple dames
Finale : Charlotte Cooper  Royaume-Uni bat Helen Jackson (Royaume-Uni) 7-5, 8-6